# 普安姜吳氏節孝坊
普安姜吳氏節孝坊位於四川省達州市開江縣，文物遺址年代判定為清。2012年7月16日公佈為第八批四川省文物保護單位。
普安姜吳氏節孝坊位於四川省達州市開江縣城西6公里的普安鎮羅家院村開（江）達（縣）公路左側，建於清道光十二年（1832），為清朝誥授監生姜章嬰妻吳氏所建。牌坊坐東朝西，五重簷廡殿頂四柱三開間石質仿木結構，通高11公尺，寬9公尺，中門高3.6公尺，寬2.9公尺；兩側門各高2.85公尺，寬1.6公尺。坊前後須彌座上，雕有如意、花草的石鼓扶手和牌坊兩側抱鼓石扶手把柱身與坊體有機地銜接成一個整體，牌坊堅實地屹立在羅家院側，中門（前）橫坊向上依次雕刻戲劇人物，姜吳氏事蹟、建造年代、節操冰霜，圓雕二龍搶寶等圖案。中門（後）橫坊上依次雕刻戲劇人物“恩華南露”，圓雕、深雕“雙鳳朝陽”。橫坊前後兩側浮雕疏密相間、錯落有致的花卉圖案。重簷翹角鴟吻雕刻精湛別致的紋飾。坊二重簷正中刻有“聖旨”豎匾，其周高浮雕“五行龍捧聖”。牌坊造型美觀大氣，運用圓雕、透雕等手法雕飾坊體，具有較高的歷史、藝術、科學價值。2010年，普安姜吳氏節孝坊被達州市人民政府公佈為市級文物保護單位。